# 군장점
군장점(軍裝店)은 군용품을 판매하는 가게이다. 주로 군복, 군화, 계급장, 부대 마크 등을 판매하는 데 군복 및 군화를 도난·분실하거나 훼손된 예비군들이 예비군 훈련시 착용할 군복과 군화를 구입하는 일이 많다. 구매자가 원할 경우 군복에 계급장과 부대 마크의 오바로크도 하여 준다.